# Enter Sandman
Enter Sandman je první skladbou na albu Metallica (Black Album), které vydala americká thrash metalová kapela Metallica. Je to také první singl, který vzešel z tohoto alba, vyšel v roce 1991. Je to jedna z nejznámějších písní kapely. Enter Sandman se mimo jiné umístil na #5 pozici Britské hitparády. 
Singl vydaný v roce 1991 (na obrázku vpravo) obsahuje kromě samotné písně ještě coververze písně Stone Cold Crazy od kapely Queen. Samotný text písně Enter Sandman připomíná noční můru. Atmosféru písně navíc dotvaří pasáž, kde zpěvák kapely James Hetfield předříkává modlitbu, které poté opakuje malé dítě (pasáž Now I lay me down to sleep…).
Producent kapely Bob Rock chtěl, aby se prvním singlem z alba stala píseň Holier Than Thou. Singlem se nakonec stal Enter Sandman, který prošel spoustou změn na rozdíl od původní verze písně.
Sandman navíc v tomto případě neznamená Písečný muž, ale v textu písně se tím myslí Hajaja – postava z germánské mytologie, která uspávala děti tak, že jim do očí sypala kouzelný písek - hvězdný prach.
Autorem dnes již legendárního riffu je Kirk Hammett, který později v jedné rozhlasové show uvedl, že jej napsal někdy ve dvě nebo ve tři ráno, když poslouchal album Louder Than Love od kapely Soundgarden a nechal se inspirovat. Jeho původní riff však měl pouze dva takty a do finální podoby ho doladil až bubeník Lars Ulrich, který navrhl aby se první takt opakoval třikrát. Enter Sandman se tedy skládá pouze ze dvou taktů, což James Hetfield komentoval jako „naprosto úžasné“, v porovnání s jejich posledním albem ...And Justice for All, které obsahuje velmi dlouhé a složité skladby.
Instrumentální část byla i po Ulrichově úpravě rychle hotová, ale prozatím neměla žádný text, který podle Hetfielda rozhodně potřebovala. Skladba se tak stala z alba jako první nahranou, ale jako poslední bez textu. Hetfieldův původní text se však příliš nezdál producentovi Bobu Rockovi ani Larsi Ulrichovi a proto ho také požádali, aby text pozměnil. O pár týdnů později tak přišel s novými texty, které byly oproti těm původním o něco méně drsnější. Metallica se v té době totiž řídila pravidlem, že „nikdo nemůže komentovat věci někoho jiného“, ale původní texty o smrti neviňátek a rozvrácení rodiny by podle nich zřejmě nedopadly moc dobře.